# Magic Girl
Magic Girl est un jeu vidéo de type shoot them up édité par Gamtec, sorti en 1992 sur Mega Drive.